# وطن (آزادشهر)
وطن، روستایی است از توابع بخش چشمه‌ساران شهرستان آزادشهر در استان گلستان ایران.
غذای محلی این روستای زیبا شوروا که همان نام محلی هست اما نام اصلی همان آش رشته هست.
شغل مردم شریف روستای وطن دام پروری و کشاورزی و معدنچی زغال سنگ می‌باشد.

## جمعیت
این روستا در دهستان خرمارود جنوبی قرار دارد و براساس سرشماری مرکز آمار ایران در سال ۱۳۸۵، جمعیت آن ۸۵۲ نفر (۲۲۸خانوار) و براساس سرشماری سال ۱۳۹۵ جمعیت روستا ۹۳۳ نفر بوده‌است.
روستای وطن در منطقه ای کوهستانی قرار دارد و فاصله ان با مرکز شهرستان حدود۲۷ کیلومتر می‌باشد. چون روستا تقریباً مابین کوه‌ها قرار گرفته‌است دارای آب و هوای معتدل کوهستانی است و کمترین دمای ان در زمستان حدود۵ درجه زیر صفر و بالاترین دمای آن در تابستان حداکثر ۳۰ درجه می‌باشد. روستای وطن قدمتی حدود ۴۰۰ ساله دارد و حدود ۳۰۰ سال پیش روستای بزرگی بوده شغل اکثر مردم روستا در آن زمان دامداری بوده، به خاطر چرای گاو و گوسفندانشان مجبور بودند به ییلاق و قشلاق بروند. بخشی از این افراد به طرف گرگان و دهنه زرین گل علی‌آباد ییلاق کردند. زمانی که قصد برگشتن به روستای وطن را داشتند به علت بیماری ریش سفیدشان و سختی راه مجبور به ماندن در آن منطقه شدند و پس از آنکه تعدادشان زیاد شد و صاحب زمین و خانه و … شدند دیگر به وطن بازنگشتند. این روستا از قدیمی‌ترین روستاهای شهرستان آزادشهر است در منطقه ای بالاتر از روستا (حدود ۴ کیلومتر) دشت وسیعی وجود دارد که بنام دشت بالاوطن معروف است و در بخش شمالی این دشت منطقه بزرگی وجود دارد که به گوران معروف است در این منطقه آثار فراوانی از گورها و خرابه‌های شهری باستانی وجود دارد. بنظر می‌رسد در بیش از ۱۰۰۰ سال قبل در این منطقه تمدنی وجود داشته که هم‌اکنون از بین رفته‌است
اقوام ساکن در روستای وطن به زبان فارسی صحبت می‌کنند. اهالی این روستا اکثراً از قوم میردار هستند که به عنوان یکی از قدیمی‌ترین اقوام ایرانی شناخته شده‌است. اقوام دیگر ساکن در این روستا گنجی، نصیری، شبکی و کمالی هستند.